# Cholmy (Kaliningrad, Selenogradsk)
Cholmy (russisch Холмы, deutsch Mülsen, litauisch Milziai) ist ein Ort in der russischen Oblast Kaliningrad im Rajon Selenogradsk. Der Ort gehört zur kommunalen Selbstverwaltungseinheit Stadtkreis Selenogradsk.

## Geographische Lage
Cholmy liegt südwestlich des Primorskoje Kolzo (Küstenautobahnring) an einer Nebenstraße, die Muromskoje (Laptau) an der russischen Fernstraße A 191 (ehemalige deutsche Reichsstraße 128) mit Mochowoje (Wiskiauten) und Wischnjowoje (Wosegau) verbindet. Bis zur Oblasthauptstadt Kaliningrad (Königsberg) sind es 22 Kilometer, bis zur Kreisstadt Selenogradsk (Cranz) fünf Kilometer. Die nächste Bahnstation ist Muromskoje an der Bahnstrecke Kaliningrad–Selenogradsk–Pionerski (Königsberg–Cranz–Neukuhren).

## Ortsname
Der Name Mülsen deutet auf Wiesenwirtschaft und Milchertrag (lettisch „mils-plava“ = Wiese, litauisch „milžis“ = Melkung, Milchertrag, Milchwirtschaft, Meierei).
Der russische Name Cholmy bedeutet auf Deutsch „(die) Hügel“ und bezieht sich auf die hügelige Umgebung des Ortes.

## Geschichte
Das Dorf Mülsen mit einem Gut wurde 1328 gegründet. Von 1874 bis 1945 war der Ort in den Amtsbezirk Laptau (heute russisch: Muromskoje) eingegliedert, der bis 1939 zum Landkreis Fischhausen, von 1939 bis 1945 zum Landkreis Samland im Regierungsbezirk Königsberg der preußischen Provinz Ostpreußen gehörte.
Infolge des Zweiten Weltkrieges kam Mülsen innerhalb des nördlichen Ostpreußens zur Sowjetunion und wurde 1947 in Cholmy umbenannt. Gleichzeitig wurde der Ort Sitz eines Dorfsowjets im Rajon Primorsk. Nach Auflösung des Dorfsowjets im Jahr 1959 gelangte der Ort in den Dorfsowjet bzw. Dorfbezirk Wischnjowski selski Sowet (okrug). Von 2005 bis 2015 gehörte der Ort zur Landgemeinde Kowrowskoje selskoje posselenije und seither zum Stadtkreis Selenogradsk.

### Cholmski selski Sowet 1947–1959
Der Dorfsowjet Cholmski selski Sowet (ru. Холмский сельский Совет) wurde im Juni 1947 im Rajon Primorsk eingerichtet. Im Jahr 1959 wurde der Dorfsowjet aufgelöst und deren Ort an die neugebildeten Dorfsowjets Muromski selski Sowet und Wischnjowski selski Sowet verteilt.
Folgende 16 Orte gehörten zum Cholmski selski Sowet:
| Ortsname                | Name bis 1947/50  | Jahr der Umbenennung |
| ----------------------- | ----------------- | -------------------- |
| Besymjanka (Безымянка)  | Nuskern           | 1947                 |
| Cholmy (Холмы)          | Mülsen            | 1947                 |
| Kamenka (Каменка)       | Michelau          | 1947                 |
| Klinzowka (Клинцовка)   | Wickiau           | 1950                 |
| Kowrowo (Коврово)       | Nautzau           | 1947                 |
| Mochowoje (Моховое)     | Wiskiauten        | 1947                 |
| Muromskoje (Муромское)  | Laptau            | 1947                 |
| Nowoje (Новое)          | Steinitten        | 1947                 |
| Opornoje (Опорное)      | Friedrichswalde   | 1947                 |
| Oserowo (Озерово)       | Tranßau           | 1947                 |
| Priboi (Прибой)         | (Seebad) Rosehnen | 1947                 |
| Salskoje (Сальское)     | Friedrichshof     | 1950                 |
| Sokolniki (Сокольники)  | Weischkitten      | 1947                 |
| Werbnoje (Вербное)      | Darienen          | 1947                 |
| Wischnjowoje (Вишнёвое) | Wosegau           | 1947                 |
| Wolnoje (Вольное)       | Schulstein        | 1947                 |

### Einwohnerentwicklung
| Jahr | Einwohner |
| ---- | --------- |
| 1910 | 223       |
| 1933 | 311       |
| 1939 | 357       |
| 2002 | 252       |
| 2010 | 180       |

## Kirche
Die vor 1945 fast ausnahmslos evangelische Bevölkerung Mülsens war in das Kirchspiel Laptau (heute russisch: Muromskoje) eingepfarrt, das zum Kirchenkreis Königsberg-Land II innerhalb der Kirchenprovinz Ostpreußen der Kirche der Altpreußischen Union gehörte. Heute liegt Cholmy im Einzugsbereich der neu entstandenen evangelisch-lutherischen Gemeinde in Selenogradsk (Cranz), eine Filialgemeinde der Auferstehungskirche in Kaliningrad (Königsberg) in der Propstei Kaliningrad der Evangelisch-lutherischen Kirche Europäisches Russland.